# Ongwediva
Ongwediva – miasto w Namibii; w regionie Oshana; 20 260 mieszkańców (2011). 

## Współpraca
Miejscowość partnerska:
- Lommel, Belgia